# 国際映画製作者連盟
国際映画製作者連盟（こくさいえいがせいさくしゃれんめい、Fédération Internationale des Associations des Producteurs de Films、英語：International Federation of Film Producers Associations, 略称：FIAPF）は、1933年に設立された、世界の映画・テレビ製作産業を統括する国際組織。
29か国・36の映画製作者団体で構成され、本部はパリに置かれている。世界各国の映画製作者の権利を代表する唯一の組織であり、またカンヌ国際映画祭・ベルリン国際映画祭・ヴェネツィア国際映画祭などをはじめとするFIAPF公認国際映画祭の認定や支援も行っている。

## 活動内容
FIAPFは、以下の分野において映画製作者が政策を立案し、政治的な行動で協調するのを支援している。
- 著作権および関係する知的財産権の立法
- 知財権立法および不正コピー対策の執行
- デジタル技術の展開およびそれによるオーディオビジュアル面における価値連鎖への効果波及
- 技術の標準化プロセス
- メディア（媒体）の規定
- 民間・公的資金からの映画投資の手法
- 通商関係の問題

## 加盟団体
- アルゼンチン Asociación General de Productores Cinematográficos
- アルゼンチン Instituto Nacional de Cine y Artes Visuales
- オーストラリア Screen Producers Association of Australia (SPAA)
- オーストリア Fachverband der Audiovisions und Filmindustrie
- カナダ Canadian Film and Television Production Association
- 中国 China Film Producers' Association
- チェコ Audiovisual Producers' Association (APA)
- デンマーク Danish Film and TV Producers
- エジプト Egyptian Chamber of Cinema Industry
- フィンランド Suomen Elokuvatuottajien Keskusliitto (SEK)
- ドイツ Verband Deutscher Filmproduzenten Ev
- アイスランド Association of Icelandic Films Producers
- インド Film Federation of India
- インド National Film Development Corporation (NFDC)
- イラン The Iranian Alliance of Motion Picture Guilds - Khaneh Cinema
- イタリア Unione Nazionale Produttori Film (ANICA)
- 日本 日本映画製作者連盟
- オランダ Netherlands Association of Feature Film Producers
- ノルウェー Norske Film and TV Produsenters Forening
- ロシア Film Producers Guild of Russia
- スペイン Federación de Asociaciones de Productores Audiovisuales de España
- スウェーデン Swedish Filmproducers' Associations
- スイス Association Suisse des Producteurs de Films
- トルコ Film Yapymcylary Meslek Birlidi - Fiyab
- アメリカ合衆国 Independent Film and Television Alliance
- アメリカ合衆国 モーション・ピクチャー・アソシエーション

## 公認映画祭
2024年時点で、FIAPFが公認している世界各国の映画祭は44ある。FIAPFでは、各映画祭を「コンペティティブ」（Competitive）、「コンペティティブ・スペシャライズド」（Competitive Specialised、あるジャンルに特化した映画祭）、「非コンペティティブ」（Non-Competitive, 賞の選考を目的としない映画祭）と「ドキュメンタリー／短編」（Documentary/Short Film）の4つに分類している。

### コンペティティブ長編映画祭
- ファジル映画祭[1] - 2月と4月
- ベルリン国際映画祭[1] - 2月下旬
- カンヌ映画祭[1] - 5月中旬
- 上海国際映画祭[1] - 6月下旬
- カルロヴィ・ヴァリ国際映画祭[1] - 6月下旬から7月上旬
- ロカルノ国際映画祭[1] - 8月上旬から中旬
- モントリオール世界映画祭（2018年以降未開催）[3] - 8月下旬
- ヴェネツィア国際映画祭[1] - 8月下旬から9月上旬
- サン・セバスティアン国際映画祭[1] - 9月中旬から下旬
- ワルシャワ国際映画祭[1] - 10月中旬
- 東京国際映画祭[1] - 10月下旬から11月上旬
- マール・デル・プラタ国際映画祭[1] - 11月中旬
- タリン・ブラックナイト映画祭[1] - 11月中旬から下旬
- カイロ国際映画祭[1] - 11月下旬
- インド国際映画祭（ゴア）[1] - 11月下旬
- モスクワ国際映画祭（2022年3月以降公認取消中）[3]

### コンペティティブ・スペシャライズド長編映画祭
- アンタルヤ ゴールデン オレンジ映画祭 - 現代映画の新たな潮流
- ベンガルール国際映画祭 - アジア映画
- 釜山国際映画祭 - 第1作と第2作
- シネデイズ - ヨーロッパ映画第1作と第2作
- シネマジョーブ - 新人監督作品
- ファンタスティック・フェスト - ホラー、ファンタジー、SF、アクション映画
- サントドミンゴ・グローバル・フェスティバル・デ・シネ - 最初の映画
- ヒホン国際映画祭 - 若者向けの映画
- ユーラシア国際映画祭 - ヨーロッパ、中央アジア、アジアで制作された映画
- ケーララ国際映画祭 - アジア、アフリカ、ラテンアメリカの映画
- ジオMAMIムンバイ映画祭 - 初の長編映画
- キッツビューエル映画祭 - 若手監督の映画
- コルカタ国際映画祭 - 動画におけるイノベーション
- マラガ映画祭 - スペイン語映画
- モロディスト・キエフ国際映画祭 - 若手監督映画
- バレンシアの見本市 – 地中海映画 - 地中海映画
- 映画祭のノワール - 警察とミステリー映画
- ローマ国際映画祭 - プログレッシブ・シネマ、明日の世界へのビジョン
- シッチェス・カタロニア国際映画祭 - ファンタジー映画
- ソフィア国際映画祭 - 第一作目と第二作目の長編映画
- シドニー映画祭 - 映画の新たな方向性
- トリノ映画祭 - 新人監督作品
- トランシルバニア国際映画祭 - 第一作目と第二作目の長編映画

### 非コンペティティブの映画祭
- トロント国際映画祭
- ウィーン国際映画祭

### ドキュメンタリーと短編映画祭
- ビルバオ国際ドキュメンタリー・短編映画祭
- クラクフ映画祭
- オーバーハウゼン国際短編映画祭
- タンペレ映画祭